# Centrale nucléaire (jeu vidéo)
 (août 2025).
Motif : Pas de sources, encore moins de secondaire et pas d'infos. Intérêt de la page ?
- Archive Wikiwix
- Bing
- Cairn
- DuckDuckGo
- E. Universalis
- Gallica
- Google
- G. Books
- G. News
- G. Scholar
- Persée
- Qwant
- (zh) Baidu
- (ru) Yandex
- (wd) trouver des œuvres sur Wikidata

| 1. | Préciser le motif de la pose du bandeau. | Précisez le motif de la pose du bandeau en utilisant la syntaxe suivante : {{admissibilité à vérifier\|date=août 2025\|motif=remplacez ce texte par le motif}}                                      |
| 2. | Informer les utilisateurs concernés.     | Pensez à avertir le créateur de l'article, par exemple, en insérant le code ci-dessous sur sa page de discussion : {{subst:avertissement admissibilité à vérifier\|Centrale nucléaire (jeu vidéo)}} |

Centrale nucléaire  est un jeu vidéo de simulation du fonctionnement d'une centrale nucléaire.

## Historique
Le jeu sort en 1983 sous forme de listing dans le magazine Hebdogiciel.

## Système de jeu
Dans cette simulation de conduite de centrale nucléaire, le joueur dispose de manettes, compteurs, vu-metres et des boutons. Le but du jeu est d'éviter un incident.